# Мухамед ел Шалуб
Мухамед ел Шалуб (Мека, Саудијска Арабија, 8. децембар 1980) је професионални фудбалер и репрезентативац Саудијске Арабије који наступа у фудбалском клубу Ал Хилал из Саудијске Арабије.
Маркос Пакета, селектор репрезентације Саудијске Арабије, уврстио је Мухамеда ел Шалуба у тим за Светско првенство у фудбалу 2006. у Немачкој. Мухамед ел Шалуб игра на позицији везног играча.